# Maricely González
Maricely del Carmen González Pomares (Ciudad de Panamá, Panamá, 28 de febrero de 1988) es una modelo panameña y ganadora de un concurso de belleza. Fue la ganadora del título de Miss Panamá Mundo 2012.

## Biografía
Participó en el concurso de TV Nuestra Belleza Latina 2010 Univisión donde logró entrar al grupo de las 20.En 2010 participó en el Miss Turismo Internacional 2010 en Malasia  Se ubicó entre los (20 primeros) semifinalistas. Al finalizar el Miss Panamá 2012 también recibió premios entre ellos Miss Fotogénica y Mejor Traje Nacional. González tiene 5 pies 8 en (1,73 m) de estatura, y representaba al provincia de Bocas del Toro.Representó a Panamá en el 62º certamen de Miss Mundo, que se celebró en Ordos, Mongolia Interior, China, el 18 de agosto de 2012. Se ubicó entre las 30 finalistas, luego de haberse ubicado entre las 10 mejores de la vía rápida de Miss Mundo Talento. Representó a Panamá en el séptimo concurso anual de Miss Continente Americano en Guayaquil, Ecuador, el 29 de septiembre de 2012, donde quedó como primera finalista.